# Tonnerre
Tonnerre település Franciaországban, Yonne megyében. Lakosainak száma 4268 fő (2022. január 1.). Tonnerre Dannemoine, Sambourg, Viviers, Junay, Tissey, Serrigny, Yrouerre, Vireaux, Lézinnes, Tanlay, Saint-Martin-sur-Armançon, Molosmes és Épineuil községekkel határos.

## Népesség
A település népessége az elmúlt években az alábbi módon változott:
| Lakosok száma | 4910 | 4736 | 4966 | 4575 | 4478 | 4381 | 4345 | 4301 | 4268 |
|               | 2013 | 2015 | 2016 | 2017 | 2018 | 2019 | 2020 | 2021 | 2022 |